# Susan Alberti
Susan Marie "Sue" Alberti AC (nacida el 18 de mayo de 1947) es una empresaria, filántropa y exvicepresidenta australiana del Western Bulldogs Football Club.

## Vida y carrera
Nació en 1947 en Bairnsdale, Victoria, Australia. Su familia se mudó a Ashwood en Melbourne y ella asistió a Siena College en el cercano Camberwell para la escuela secundaria. Es cofundadora y directora general del Grupo DANSU con sede en Wheelers Hill, en el este de Melbourne. Hace aproximadamente cuarenta años, Alberti y su difunto marido Angelo fundaron la empresa como constructora industrial y comercial y promotora de polígonos industriales y parques empresariales. DANSU Group completó con éxito importantes proyectos comerciales, industriales y de desarrollo inmobiliario, especialmente en los suburbios del sureste de Melbourne, incluidos Hallam, Dandenong y sus alrededores.
Alberti ha complementado su exitosa carrera empresarial con una importante contribución y compromiso con la recaudación de fondos y la promoción de la investigación sobre la diabetes juvenil. Fue presidenta nacional de la Fundación Australiana para la Investigación de la Diabetes Juvenil. En 1994 fundó la "Walk for the Cure" anual de Melbourne y Sydney alrededor del lago Albert Park, una importante recaudación de fondos anual que hasta la fecha ha recaudado más de 30 dólares. millones para la búsqueda de una cura para la diabetes. Ahora se lleva a cabo en todos los estados y en áreas regionales de Australia. En 1995, Alberti fue invitado a unirse a la Junta Internacional de la Fundación Internacional para la Investigación de la Diabetes Juvenil (JDFI) y en 2008 aceptó una invitación para convertirse en patrocinador internacional de la JDRFI.  En noviembre de 2013, se retiró de todos los puestos asociados con JDRF Australia y JDRI y afirmó que "se ha hecho evidente que la organización a la que me uní hace 30 años y que he defendido desde entonces va en una dirección que no puedo apoyar". 
En 2004, Alberti se convirtió en miembro de la junta directiva del Western Bulldogs Football Club.  Desde 2003  Alberti ha sido el patrocinador del club de fútbol Western Bulldogs y fue el copresidente fundador de la Western Bulldogs Forever Foundation. En diciembre de 2012 asumió como vicepresidenta del Club  y fue reelegida miembro de la Junta Directiva en diciembre de 2013.  Tras el mandato de primer ministro del Western Bulldogs Football Club en 2016, Susan Alberti anunció que dejaría el cargo de vicepresidenta del club.  Fue nombrada embajadora inaugural de la competición nacional femenina de la Liga Australiana de Fútbol en 2017. 
Después de la muerte de su primer marido, Angelo, en 1996, se casó con Colin North en 2006.  Después de una breve batalla contra el cáncer, North murió en 2022. 
El liderazgo y el apoyo de Alberti a las mujeres en el deporte, en particular el fútbol australiano, fue una de las razones clave detrás del establecimiento de una competición femenina de élite de la AFL en 2017. 
Es patrocinadora de la Oración Deportiva de los primeros ministros (PMSO), una iniciativa de liderazgo destacada por un discurso pronunciado por un ex ocupante del cargo más alto de Australia. La PMSO inaugural fue pronunciada por Julia Gillard, la 27ª primera ministra de Australia, en el Centro de Convenciones y Exposiciones de Melbourne el 21 de noviembre. 
En junio de 2019, Alberti se convirtió en administrador del Consejo del Día de Victoria. Fue reelegida miembro de la Junta Asesora de la Comisión Australiana de Organizaciones Benéficas y Sin Fines de Lucro por tres años más en julio de 2020. 
En marzo de 2020, el Herald Sun nombró a Alberti como una de las 20 mujeres más influyentes en el deporte en 2020.  En octubre de 2020 fue nombrada una de las 30 victorianas más influyentes de los últimos 30 años. 
Alberti es presidente de la Fundación de Investigación Médica Susan Alberti y de la Fundación de la Universidad Victoria y es director de las fundaciones Western Health y Western Bulldogs Forever. 
Continúa apoyando a la Universidad de Victoria, donde en 2018 se estableció la Cátedra inaugural Susan Alberti de Mujeres en el Deporte y la profesora Clare Hanlon de la VU asumió el puesto inaugural. 
En mayo de 2022, Alberti se convirtió en el presidente inaugural del Consejo del Centro Australiano para la Aceleración de Innovaciones en Diabetes. 

## Honores y premios
Alberti fue finalista estatal en la división senior del Premio Australiano del Año en 2009.  En 1997 fue nombrada Miembro de la Orden de Australia por su contribución a la causa de la investigación de la diabetes;  y en 2007 fue nombrada Oficial de la Orden de Australia en reconocimiento a su larga y destacada contribución a las principales instituciones de investigación médica, particularmente como filántropa, recaudadora de fondos y defensora de la atención y la investigación de la diabetes juvenil. 
Alberti fue nombrado Compañero de la Orden de Australia el 26 de enero de 2016 por su "eminente servicio a la comunidad, particularmente a través del apoyo filantrópico y de recaudación de fondos para una variedad de organizaciones de investigación médica, educación y deportes, como defensor de mejores servicios de atención médica para la desfavorecidas y a las mujeres jóvenes como modelo y mentora". 
En 2012, Alberti ganó el Premio Humanitario en la quinta edición anual de los Premios Harold de Oro, que están diseñados para honrar los logros alcanzados por personas y organizaciones australianas líderes que han contribuido a la salud y el bienestar de los niños y jóvenes de Australia. 
Alberti también es un destacado partidario de la Liga Victoriana de Fútbol Femenino y la Copa de la Primera División VWFL recibe el nombre de Copa Susan Alberti en su honor. Se le concedió la membresía vitalicia del Western Bulldogs Football Club en 2015  y también es la presidenta del equipo VFL del Footscray Football Club. 
En 2013, Alberti recibió el Gran Premio Australiano a la Filantropía de Research Australia.  Al año siguiente fue elegida presidenta de la Fundación de la Universidad Victoria. 
En 2014, también fue incluida en el Cuadro de Honor de Mujeres de Victoria. 
En agosto de 2015, Alberti fue nombrado director del Consejo del Día de Australia por el primer ministro, Tony Abbott.
Alberti recibió el premio Melbourneian del año en noviembre de 2017. 
En diciembre de 2017, Alberti recibió el Premio al Liderazgo en los Premios del Instituto Australiano del Deporte. 
Fue nombrada Victoriana del Año en 2018  y también fue incluida como una de las 100 mujeres más influyentes del Australian Financial Review. 